# Estación Garza
Garza es una estación ferroviaria ubicada en la localidad homónima, Departamento Sarmiento, Provincia de Santiago del Estero, Argentina.

## Servicios
La estación corresponde al Ferrocarril General Bartolomé Mitre de la red ferroviaria argentina.
Se encuentra actualmente sin operaciones de pasajeros, sin embargo por sus vías transitan los servicios Retiro - Tucumán de la empresa estatal Trenes Argentinos Operaciones, aunque no hace parada en esta.
El lunes 29 de agosto de 2022, en conmemoración del 123 aniversario de la localidad, el tren de pasajeros "El Tucumano" realizó una parada especial.

### Gestiones para la reapertura
Según Pablo Mirolo, funcionario de Ferrocarriles Argentinos Sociedad del Estado, se iniciaron gestiones para que el servicio regional entre La Banda y Fernández se extienda hasta esta estación.